# آندره لاپیز
آندره لاپیز (فرانسوی: André Lapize‎؛ زادهٔ) دوچرخه‌سوار اهل فرانسه است.